# Tony Valentine
 (mars 2025).
Motif : Pratiquement orphelin, manque de sources depuis 2010. Pas d'interwiki en anglais. Notoriété encyclopédique de ce peintre ?
- Archive Wikiwix
- Bing
- Cairn
- DuckDuckGo
- E. Universalis
- Gallica
- Google
- G. Books
- G. News
- G. Scholar
- Persée
- Qwant
- (zh) Baidu
- (ru) Yandex
- (wd) trouver des œuvres sur Wikidata

| 1. | Préciser le motif de la pose du bandeau. | Précisez le motif de la pose du bandeau en utilisant la syntaxe suivante : {{admissibilité à vérifier\|date=mars 2025\|motif=remplacez ce texte par le motif}}                      |
| 2. | Informer les utilisateurs concernés.     | Pensez à avertir le créateur de l'article, par exemple, en insérant le code ci-dessous sur sa page de discussion : {{subst:avertissement admissibilité à vérifier\|Tony Valentine}} |

 (août 2010).
Si vous disposez d'ouvrages ou d'articles de référence ou si vous connaissez des sites web de qualité traitant du thème abordé ici, merci de compléter l'article en donnant les références utiles à sa vérifiabilité et en les liant à la section « Notes et références ».
Pour les articles homonymes, voir Valentine.
Tony Valentine, né le 18 janvier 1939 à Édimbourg et mort le 2 avril 2018 à Vernouillet, est un peintre et un sculpteur écossais.

## Biographie
Élève à l'école des Beaux-Arts de Glasgow et d'Édimbourg. Il est diplômé de dessin et peinture (D.A. Edimbourg), il obtient une bourse pour l'année "Post Diploma" et est diplômé d'enseignement à Moray House, Edimbourg.
À la suite de son exposition à l'English Speaking Union à Edimbourg en Écosse, Tony Valentine est pris en charge par un mécène américain, le docteur Jean Debusk Russell, docteur en théologie, décédée en 1971 grâce à qui il quitte l'enseignement et s'installe près de Chartres dans un village où depuis, il ne cesse de travailler. De 1971 à 1976, Tony Valentine intègre les artistes de la Galerie de l'Abbaye (Paris, 5e) dirigée alors par Liliane Bernard (Mendelovici) morte en 1976. Il rencontre également l'écrivain  Raymond Cousse (1942-1991). Depuis 1986, Marie Madeleine Cariou s'intéresse à son œuvre et plus particulière à l'objet-sculpture de Tony Valentine.) - Tony Valentine est membre de l'ADAGP.

## Expositions personnelles
- The English speaking Union, Édimbourg 1966
- Artist en Résidenc, Gardner Center, Université de Sussex 1970
- The Demarco Gallery, Édimbourg, 1970
- Galerie du Haut Pavé, Paris, 1972 ET 1978
- Galerie de l'Abbaye 1974
- Musée de Chartres 1980
- Galerie du Haut Pavé, Paris 1985/1986
- Galerie d'Art contemporain, MM Cariou, Paris, 1988
- Galerie d'Art contemporain, MM Cariou, Paris, 1990
- Institut français d'Écosse, Édimbourg, 1991
- "Traits de caractère", Hôtel de ville de Vesoul, 1993
- Utopias et Copias, Césario Rachodor, Chartres, 1993
- Centre d'Art contemporain, Serge Perkowsky, Rouen, 1996
- Galerie Messine, Thomas le Guillou, Paris, 2000
- Ancien Prieuré d'Olivet, Mayenne, 2003
- Hôtel de Ville, Guyancourt, (Yvelines) 2004
- Hôtel de Ville, Vesoul, 2004
- Galerie Mireille Batut d'Haussy, Paris, 2005
- Le Chantier, M. Cariou, Vichy, 2006
- Le Chantier, M. Cariou, Vichy, 2008
- Galeries les Singuliers, Paris, 2010

## Expositions permanentes
- MM Cariou, 51 rue du Faubourg Saint-Denis, 75010 Paris
- Galerie Messine, 1 avenue de Messive 75008 Paris
- L'Atelier d'Anatole, 2 rue de la Grenouillère, 28000 Chartres

## Expositions collectives
- nombreuses expositions collectives depuis 1964,
- En 2008 : Archives départementales de Chartres, GSART 13 rue Vernier 75017
- 2009 Mars/avril : J'y pense et puis ... à Nogent le Rotrou
- 2009 Avril : Foire internationale du dessin

## Collections
- Hôtel de Ville, Vesoul
- Musée des musiques populaires, Montluçon.